# Маруль, Лайя
Лайя Мару́ль (исп. Laia Marull; род. 4 января 1973, Барселона) — испанская актриса. Дважды лауреат испанской национальной кинопремии «Гойя».

## Биография
Мария обучалась драматическому искусству и пению, а также классическому и современному танцу. Впервые вышла на театральные подмостки в 1993 году и к 1995 году завоевала признание театральных критиков. Широкой публике актриса стала известна после своей роли в испанском телесериале Estació d’enllaç (1994—1998).
Карьера в испанском кинематографе началась для Лайи Маруль в 1996 году. Лишь за четыре года она снялась в девяти фильмах и получила многочисленные кинематографические награды. Главная среди них — премия «Гойя» 2004 года за лучшее исполнение женской роли в фильме «Возьми мои глаза». В 2010 году актриса удостоилась премии «Гойя» за лучшую женскую роль второго плана в фильме «Чёрный хлеб» Агусти Вильяронги.
Лауреат премии «Серебряная раковина лучшей актрисе» (исп. Concha de Plata a la mejor actriz) Международного кинофестиваля в Сан-Себастьяне 2003 года за лучшее исполнение женской роли в фильме «Возьми мои глаза».

## Фильмография
- 1996: Razones sentimentales
- 1996: Asunto interno
- 1998: Менсака / Mensaka, páginas de una historia
- 1999: Лиссабон / Lisboa
- 1999: La sombra de Caín
- 2000: Pleure pas Germaine
- 2000: Café Olé
- 2000: Беглянки / Fugitivas
- 2000: El viaje de Arián
- 2003: Возьми мои глаза / Te doy mis ojos
- 2003: Голоса в ночи / Las voces de la noche
- 2005: Потаённое / Oculto
- 2007: Эль Греко / El Greco
- 2008: Оправдания / Pretextos
- 2009: Девять / 9
- 2010: Чёрный хлеб / Pa Negre
- 2010: Наследие Вальдемара / La herencia Valdemar
- 2010: Наследие Вальдемара 2: Там где обитают тени / La herencia Valdemar: La sombra prohibida
- 2015: телесериал «Карлос, король и император»

## Награды
- 2003: «Серебряная раковина лучшей актрисе» МКФ в Сан-Себастьяне за работу в фильме «Возьми мои глаза»
- 2004: премия «Гойя» за лучшее исполнение женской роли в фильме «Возьми мои глаза».